# Гупал Анатолій Михайлович
Анатолій Михайлович Гупал (4 жовтня 1947, Радебойль, Саксонія, Радянська зона окупації Німеччини) — український фахівець у галузі інформаційних технологій, доктор фізико-математичних наук, професор, член-кореспондент НАН України.

## Життєпис
Після закінчення у 1971 році Московського фізико-технічного інституту почав працювати в Інституті кібернетики Академії наук УРСР. З 1987 до 1992 року завідував кафедрою інформатики та обчислювальної техніки. У 1992 році кафедра була реорганізована у Науково-навчальний центр прикладної інформатики НАНУ, першим директором якого став Анатолій Гупал. Очолював центр до 2003 року. Від 2003 року обіймає посаду завідувача відділу методів індуктивного моделювання та керування Інституту кібернетики імені В. М. Глушкова НАН України.
Науковий ступінь доктора фізико-математичних наук отримав у 1982 році. Учене звання професора здобув у 1995 році. У 2005 році обраний членом-кореспондентом НАН України.

### Родина
- Син — Гупал Микита Анатолійович, кандидат фізико-математичних наук, науковий співробітник відділу методів дискретної оптимізації, математичного моделювання та аналізу складних систем № 135 Інституту кібернетики імені В. М. Глушкова НАН України, стипендіат Президента України для молодих учених, лауреат премії Президента України для молодих учених[1].

## Наукова діяльність
Займається розробкою методів стохастичного програмування, методів автоматичного формування знань в експертних системах, оптимізацією методів розпізнавання, методів індуктивного виведення.

## Нагороди
- Премія НАН України імені В. М. Глушкова (1996) за роботу «Розробка та використання методів прогнозування, оцінювання та розпізнавання об'єктів стохастичної природи» (спільно із Кноповим Павлом Соломоновичем та Великим Анатолієм Павловичем)[2].
- Премія НАН України імені М. М. Амосова (кібернетика) (2016) за цикл робіт «Математичні моделі та методи аналізу та розпізнавання біологічних об'єктів» (спільно із Сергієнком Іваном Васильовичем)[3].

## Основні праці
- Стохастические методы решения негладких экстремальных задач. К., 1979;
- Методы невыпуклой оптимизации. Москва, 1987 (у співавторстві);
- Оптимальные процедуры распознавания. Обоснование процедур индуктивного вывода // КСА. 2003. № 1 (у співавторстві);
- Статистический анализ генома // ЦГ. 2004. № 4.